# Inkwizycja papieska na Bałkanach
Dzieje inkwizycji papieskiej na Bałkanach obejmują okres ponad 300 lat, od XIII do końca XVI wieku. Ta kościelna instytucja powołana przez papieża Grzegorza IX do walki z herezjami prawdopodobnie nie rozwinęła w tym regionie działalności na większą skalę, choć z drugiej strony zachowało się bardzo niewiele źródeł dotyczących tej działalności, gdyż większość uległa zniszczeniu w okresie okupacji tureckiej i w epoce wojen napoleońskich.

## Geneza
Półwysep Bałkański był jednym z głównych centrów herezji katarskiej, której wyznawców nazywano tam krstjanami, bogomiłami lub patarenami. Szczególnie dużą liczbę wyznawców herezja miała wśród Słowian zamieszkujących ten półwysep, a ich głównym ośrodkiem była Bośnia. Od końca XI wieku północna część Bałkanów znalazła się w orbicie wpływów katolickiego królestwa Węgier. Chorwacja od 1102 była połączona unią personalną z Węgrami, a ziemie serbskie i bośniackie częściowo również znalazły się pod władzą Węgier. Począwszy od pontyfikatu Innocentego III (1198–1216) Stolica Apostolska zaczęła naciskać na władców oraz biskupów węgierskich i dalmackich, by podjęli zdecydowane kroki w celu wykorzenienia herezji. W 1221 na Węgry dotarli pierwsi zakonnicy dominikańscy, których jednym z głównych zadań było nawracanie heretyków. Dwaj kolejni katoliccy biskupi Bośni, mianowani w 1234 i 1238, byli dominikanami (Jan z Wildeshausen i Ponsa).

## Początki inkwizycji na Bałkanach
Papież Grzegorz IX (1227–1241) w bulli z 7 grudnia 1239 nakazał prowincjałowi węgierskich dominikanów dobór kilku braci zakonnych, którzy mieli podjąć pracę misyjną w Bośni w celu „wykorzenienia herezji”. Tę datę traktuje się jako moment ustanowienia inkwizycji w tym rejonie. Są dowody, że dominikanie faktycznie działali na obszarze Bośni na przełomie lat 30. i 40. XIII wieku, asystując węgierskim krzyżowcom dowodzonym przez Kolomana Halickiego (zm. 1241). Działalność ta wywołała czynny opór katarów. Jeszcze przed 1259 dominikańskie konwenty w Bośni zostały spalone przez heretyków, a co najmniej jeden inkwizytor, Paweł z Zadaru (zm. 1255) został przez nich zamordowany.
Ogromne straty ludzkie węgierskich dominikanów w czasie najazdu mongolskiego w 1241 zahamowały ich działalność misyjną w Bośni. Wprawdzie jeszcze w roku 1268 dominikański inkwizytor Andrzej prowadził dochodzenie przeciwko heretykom w Skradinie, jednak ich rolę stopniowo przejmowali franciszkanie i to im przypadło faktyczne zorganizowanie inkwizycji w tym regionie. 23 marca 1291 papież Mikołaj IV polecił franciszkańskiemu prowincjałowi Slawonii wyznaczenie dwóch braci zakonnych na inkwizytorów i jednocześnie wezwał władcę Bośni Stefana Dragutina do udzielenia inkwizytorom pomocy. Kilka lat później, 29 kwietnia 1298, papież Bonifacy VIII nadał prowincjałowi Slawonii prawo mianowania i odwoływania franciszkańskich inkwizytorów na obszarze swojej prowincji zakonnej, sięgającej od Istrii i Dunaju na północy do Macedonii na południu. Decyzja ta zamyka okres formowania się urzędu inkwizycji papieskiej na podległych Węgrom ziemiach południowosłowiańskich.

## Inkwizycja na Bałkanach w XIV–XVI wieku
Choć jest prawdopodobne, że na przełomie XIII i XIV wieku prowincjałowie Slawonii wykonywali przysługujące im prawo mianowania inkwizytorów, pierwszym znanym z imienia inkwizytorem w tej prowincji jest mianowany w czerwcu 1325 bezpośrednio przez papieża Jana XXII (1316–1334) franciszkanin Fabian. Niedługo potem, w związku z rozproszeniem się po niemal całej Europie heretyckich fraticellich, tj. przedstawicieli dysydenckiego odłamu zakonu franciszkanów, Jan XXII polecił węgierskiemu prowincjałowi dominikanów mianowanie inkwizytorów w celu zwalczania tego ruchu. Na mocy bulli z 1 lutego 1327 dominikański prowincjał otrzymał prawo mianowania i odwoływania inkwizytorów na całym terytorium królestwa Węgier. Te nowe przywileje dla dominikanów zostały oprotestowane przez franciszkanów z prowincji slawońskiej, jako naruszające ich prawa do prowadzenia działalności inkwizycyjnej. Ostatecznie w 1330 Jan XXII zadecydował, że na ziemiach wchodzących w skład franciszkańskiej prowincji Slawonia inkwizycja pozostanie w rękach franciszkanów, natomiast na pozostałym terytorium monarchii węgierskiej inkwizytorów będzie mianował dominikański prowincjał. Franciszkański inkwizytor Fabian udokumentowany jest po raz ostatni w bulli papieża Benedykta XII z 12 maja 1337, z której wynika, że nie mógł on liczyć na wsparcie ze strony lokalnych władz w Bośni. Jego następcą został prowincjał Slawonii Sylwester z Trogiru.
Franciszkanie sprawowali w Dalmacji funkcje inkwizycyjne aż do drugiej połowy XVI wieku, np. w 1438 prowincjał Slawonii Mikołaj z Durazzo został mianowany przez generała zakonu franciszkanów inkwizytorem Dalmacji. W zwalczaniu reformacji odgrywali jednak początkowo niewielką rolę. Inkwizytorzy Gian Pietro Celso i Valengo Tisano wręcz sami znaleźli się w kręgu podejrzeń. Wraz z utworzeniem w połowie XVI wieku inkwizycji rzymskiej (1542), w wielu regionach franciszkanie stopniowo tracili uprawnienia inkwizytorskie na rzecz dominikanów. W Dalmacji w 1578 utworzony został trybunał inkwizycji w Zadarze, kierowany przez dominikanów. Ostatni franciszkański inkwizytor Dalmacji, Giovanni Doroseo, został wygnany z Szybeniku w 1590. Franciszkanie utrzymali jednak jurysdykcję nad Istrią, gdzie w połowie XVI wieku utworzony został stały trybunał inkwizycji w Capodistrii, należący do struktur inkwizycji rzymskiej.

## Inkwizycja w Albanii
26 marca 1451 katolicki władca Albanii Skanderbeg uznał się za wasala królestwa Neapolu. 22 września tego samego roku papież Mikołaj V wysłał do Albanii franciszkanina Eugenio Somma w podwójnej roli papieskiego nuncjusza oraz inkwizytora Albanii, Serbii i Bułgarii.

## Inkwizytorzy papiescy na Bałkanach

### Inkwizytorzy dominikańscy w XIII wieku
- Paweł z Zadaru OP, inkwizytor Dalmacji i Bośni (zamordowany w 1255)
- Andrzej OP, inkwizytor Chorwacji (mianowany w 1268)

### Franciszkańscy inkwizytorzy Slawonii i Dalmacji
- Fabian OFM (udokumentowany 1325–1337)
- Sylwester z Trogiru OFM (udokumentowany 1341–1345)
- Mikołaj ze Splitu OFM (udokumentowany w 1390)
- Cristoforo da Arbe OFM (1424)
- Mikołaj z Szybeniku OFM (1426)
- Mikołaj z Trogiru OFM (1431)
- Mikołaj z Durazzo OFM (1438)
- Bernardino da Spalato OFM (1495)
- Benedetto dalla Rocca OFM (1511)
- Giacomo Rosa de Randazzo OFMConv (1530)
- Baldo Lupetina OFMConv (1535)
- Biagio da Cherso OFMConv (1546)
- Gian Pietro Celso OFMConv (1547–1549)
- Tommaso Simonetta OFMConv (1550–1552?)
- Andrea Zunta da Capodistria OFMConv (1553)
- Michele Volpini da Arbe OFMConv (1559–1567?)
- Nicola Definico da Sebenico OFMConv (1559–?)
- Egidio Draganus OFMConv (ok. 1573)
- Valengo Tisano da Pirano OFMConv, inkwizytor Splitu (1578–1585)
- Giovanni Doroseo OFMConv, inkwizytor w Szybeniku (1583–1590)

### Inkwizytorzy w Albanii
- Eugenio Somma OFM (1451)